# Urban Cowboy
Urban Cowboy é um filme de drama romântico de 1980 dirigido e escrito por James Bridges e protagonizado por John Travolta. O filme conta a história de amor e ódio entre Bud Davis (John Travolta) e Sissy (Debra Winger).

## Sinopse
O filme começa com Bud Davis (John Travolta) saindo de sua cidade natal (Spur, Texas) e indo para Houston, Texas. Lá, ele encontra um pequeno trabalho em uma refinaria com o seu tio chamado Bob (Barry Corbin).
Bud, logo descobre a agitada vida noturna da cidade grande que se encontra em um famoso bar da cidade chamado Gilley's (o bar realmente existe e se localiza em Pasadena, Texas).
No Gilley's, Bud conhece uma moça chamada Sissy (Debra Winger), e após uma rápida relação, os dois acabam se casando. Não havia muito tempo em que os dois tinham se casado, que descobrem um touro mecânico que fora instalado no bar recentemente.
Bud se convence de que pode se sair bem no "rodeo mecânico", mas mesmo assim sente um pouco de receio em relação a Sissy de também querer montar no touro. Sendo assim, Bud proíbe Sissy de montar, causando um conflito nessa nova relação dos dois.
Enquanto Bud trabalha na refinaria, Sissy decide de uma vez aprender a montar no touro para dar uma impressão de que seu marido não tem aquele ar de protetor. Ela vai ao bar e monta no touro durante o dia, guardando como segredo o que tinha aprendido.
Como Sissy tinha aperfeiçoado a sua técnica de montar no touro com a ajuda de um ex-convicto chamado Wes Hightower (Scott Glenn) que tinha começado a trabalhar no bar, ela resolve mostrar o seu talento ao marido. Sissy monta no touro e mostra o que aprendeu.
Louco de ciúmes, Bud decide montar no touro também sem causar a impressão de que seu estado de saúde não estava bom por ter quase sofrido um grave acidente na refinaria naquele dia.
Quem estava controlando o touro era Wes, o que tinha ensinado a Sissy como montar no touro. Wes vê toda a atenção de Bud em montar no touro, como uma oportunidade de conseguir a atenção de Sissy pois, a competição óbvia era de quem seria o melhor do bar. Portanto, Bud é derrubado do touro, quebrando a seu braço e machucando as suas costas. O casal se separa ali.
Sissy então, tenta começar uma relação com Wes, mas desiste antes de fazer qualquer coisa. Por outro lado, Bud realmente vai para cama, como tática para provocar ciúmes em Sissy, com uma moça que tinha conhecido no bar chamada Pam (Madolyn Smith). No dia seguinte, Sissy vai ao trailer onde os dois moravam e o encontra vazio. Bud chega e ela vai embora levando suas coisas. Dub fica com Pam.
No Gulley´s Sissy faz Bud ficar com ciúmes montando no touro mecânico. No dia seguinte ela vai a casa dele e limpa tudo, mais Pam chega e ela vai embora. Ela acaba deixando um recado a Bud, dizendo que o esperava no bar pois, precisava conversar com ele. Sissy é flagrada por Pam, e após descobrir o recado de Sissy a Bud, ela o esconde. Já Bud, não sabendo da mensagem de Sissy, começa a treinar para uma nova competição, e a ignora quando a vê. Sissy, irritada com Bud, começa uma relação com Wes, que também está querendo participar da competição.
Finalmente, o dia da competição chega, com Bud e Wes competindo com outros participantes por um prémio de 5.000 dólares. Bud e Wes, chegam na etapa final, com ambos competindo com três outros participantes. Bud acaba conquistando a vitória. Enquanto isso, Wes agride Sissy por ela não querer ir ao México com ele. Depois de Bud ter recebido o prémio, Pam o insiste em se reconciliar com Sissy, por acreditar que ele tinha treinado e ganhado o concurso por ela e não por Pam.
Bud então, sai a procura de Sissy e a encontra no estacionamento do bar. Ele a pede perdão e os dois se reconciliam. Após perceber que Sissy estava abatida e machucada, Bud procura Wes para enfrentá-lo, não sabendo que ele tinha roubado o bar.
Depois de acha-lo, Bud dá um soco em Wes e todo o dinheiro roubado acaba caindo de sua jaqueta.
O gerente do Gilley's, descobrindo o que tinha acontecido, acusa Wes de furto. Bud e Sissy deixam o bar juntos e mais tarde se abraçam na caminhonete de Bud.

## Elenco
- John Travolta — Bud Davis
- Debra Winger — Sissy
- Scott Glenn — Wes Hightower
- Madolyn Smith — Pam
- Barry Corbin — Tio Bob
- James Gammon — Steve Strange
- Cooper Huckabee — Marshall
- Brooke Alderson — Tia Corene

## Prêmios e indicações
BAFTA (Grã-Bretanha) (1981)
- Recebeu uma indicação na categoria de "Melhor Revelação" (Debra Winger).

Golden Globes Awards (EUA) (1981)
- Recebeu duas indicações nas categorias de "Melhor Atriz Coadjuvante em um Filme de Drama" e "Melhor Revelação Feminina" (ambos para Debra Winger).

Grammy Awards (EUA) (1981)
- Recebeu uma indicação na categoria de "Melhor Trilha Sonora".